# Държавно устройство на Белиз
Белиз е парламентарна монархия, в състава на Британската общност на нациите, държавен глава е кралица Елизабет II.

## Изпълнителна власт
Кабинетът е воден от министър-председател, който е глава на правителството. Другите министри се избират от партията, които има мнозинство в парламента.

## Законодателна власт
Законодателната власт в Белиз е представена от 2-камарен парламент, съставен от Сенат и Камара на представителите, избирани за срок от 5 години. Сенатът има 12 членове, а Камарата на представителите – 31 членове.